# 明治日本の産業革命遺産 製鉄・製鋼、造船、石炭産業
明治日本の産業革命遺産 製鉄・製鋼、造船、石炭産業（めいじにほんのさんぎょうかくめいいさん せいてつ・せいこう、ぞうせん、せきたんさんぎょう）は、2015年の第39回世界遺産委員会で国際連合教育科学文化機関（ユネスコ）の世界遺産リストに登録された日本の世界遺産の一つであり、山口・福岡・佐賀・長崎・熊本・鹿児島・岩手・静岡の8県に点在する。西洋から非西洋世界への技術移転と日本の伝統文化を融合させ、1850年代から1910年（幕末 - 明治時代）までに急速な発展をとげた炭鉱、鉄鋼業、造船業に関する文化遺産であり、稼働遺産を含む世界遺産は日本では初めてとなった。

## 沿革

### 推薦書の提出まで
2000年代に入って、重伝建の町並みを持つ萩市（萩城下町を参照）や九州の自治体を中心に近代化産業遺産の啓発運動が行われていた。2005年7月には鹿児島県が九州に近代化産業遺産に関するシンポジウムを開催、2006年6月には九州地方知事会において「九州近代化産業遺産の保存・活用」を各県が連携して取り組む政策テーマに決定し、九州全体の取り組みへと広がる。
同年9月に文化庁が自治体から暫定リストの公募を開始したため、関係資産を有する6県8市が共同で提案を作成、同年11月に文化庁に提出する。この案では、官営八幡製鐵所 東田第一高炉跡（福岡県北九州市）、旧高取家住宅（佐賀県唐津市）が候補に挙げられていた。しかし、2007年1月の結果発表では継続審議となったため、資産を見直し同年12月に再提出した。この案では、新たに官営八幡製鐵所 西田岸壁（福岡県北九州市）、旧伊藤伝右衛門邸（福岡県飯塚市）、筑豊炭鉱 旧三井田川鉱業所伊田竪坑櫓、伊田竪坑第一・第二煙突（福岡県田川市）、新波止砲台跡（鹿児島県鹿児島市）、前田砲台跡（山口県下関市、1864年）が候補に挙げられていた。ここに挙げた資産はいずれも、2013年の暫定版推薦書で除外されている。
2008年12月15日、文化庁が北海道・北東北を中心とした縄文遺跡群（北海道など）、宗像・沖ノ島と関連遺産群（福岡県宗像市など）とともに追加申請を決め、翌2009年1月5日に暫定リストに追加掲載された。このときの名称は「九州・山口の近代化産業遺産群-非西洋世界における近代化の先駆け-」であった。
その後正式登録に向けて、2009年10月22日に「九州・山口の近代化産業遺産群専門家委員会提言書」が登録推進協議会の諮問機関である専門家委員会より提出され、構成資産の加除が提言された。この提案書では、テーマ別に9つのストーリーでの構成をとった。旧三井田川鉱業所伊田竪坑櫓・煙突ほか筑豊炭田の遺産などが削除された一方、祇園之洲砲台跡（鹿児島県鹿児島市）と六連島灯台（山口県下関市）が追加された（両資産は2013年の暫定版推薦書で除外されている）ほか、後に正式登録された三重津海軍所跡（佐賀県佐賀市、1858年）や橋野高炉跡（岩手県釜石市）、三池炭鉱関連の三池港（福岡県大牟田市）・鉄道敷跡（福岡県大牟田市・熊本県荒尾市）、韮山反射炉（静岡県伊豆の国市）が追加されている。
2013年4月には、登録推進協議会の会合で名称を「日本の近代化産業遺産群―九州・山口及び関連地域」に変更、修正した推薦書を政府に提出する。政府は同年9月17日、同遺産群を平成25年度の日本における世界文化遺産の「推薦候補」とすることを決定、9月27日に暫定版の推薦書をユネスコに提出した。暫定版では、構成資産自体は正式登録されたものと同じだが、区割りが8エリア28資産であった。翌2014年1月17日には閣議了解で世界文化遺産への推薦を決定、一部の関連資産同士を統合して8エリア23資産とした上で、1月29日に「明治日本の産業革命遺産 九州・山口と関連地域」の名称で正式版の推薦書を世界遺産センターに提出した。
遺産群の中には文化財保護法対象外の稼働遺産が含まれていることから、法的保護根拠の新たな解釈調整が必要となり、国内の文化遺産では初めて文化庁ではなく内閣官房（地域活性化統合事務局）によって推薦が行われた。

### イコモスの勧告と登録に向けた動き
推薦書提出を受けて、2014年9月26日から10月5日までユネスコ諮問機関のイコモスの現地調査が行われた。2015年6月28日から7月8日に開催される第39回世界遺産委員会に先立ち、イコモスは2015年5月4日に「登録」（記載）を勧告し、登録が確実視されることとなった。イコモスは「明治日本の産業革命遺産 製鉄・鉄鋼、造船、石炭産業」への名称変更も提案したが、これは事前の打診に対して日本が同意したものであり、産業全体ではなく重工業に限定された物件であることを明記する意図による。
韓国の尹炳世外交部長官は、「九州・山口の近代化産業遺産群を世界遺産に登録することは世界遺産登録の基本精神に反する」として以前から登録に反対を表明していた。構成資産のうち、長崎造船所や端島炭坑など7つの施設で第二次世界大戦中に多くの朝鮮人が徴用され、多くの犠牲者を出したというのが主な理由であり、全23施設のうち7施設の申請撤回を求めた。また、中国外交部も韓国の働きかけに応じ、中国人が働かされた施設があるとして登録反対を表明した。これに対し日本の岸田文雄外相は、この遺産群の対象年代は1850年代から1910年であり、徴用が行われた年代とは異なると反論した。
韓国は21か国で構成される第39回世界遺産委員会の委員国に含まれており、委員会審議での紛糾も予想され、イコモスの登録勧告が行われた2015年5月以降、日韓両政府は協議を行なった。韓国は、勧告の文言にある「各施設の全体の歴史を理解できるようにする」という点から、「全体の歴史」には1940年代の徴用も含まれるという解釈を示し、強制徴用の説明を展示に加える措置をとることを妥協案として提示した。
2015年6月21日、尹外交部長官は訪日して岸田外相と会談を行い、「明治日本の産業革命遺産」の世界文化遺産登録について協力する方針を示した。日本の政府関係者によると、日本側は歴史的な事実関係の範囲内で明示すると説明し、韓国側に一定の配慮をみせたという。また、韓国も「百済歴史地区」の世界遺産登録を目指しているので、岸田外相は「（両国は）ともに協力し、両案件が登録できるよう協力することで一致した」ことを明らかにした。
その合意は委員会での韓国側の発言内容に踏み込むものではなかったが、6月下旬に日本側の要求によって開示された韓国側の委員会発言案には「強制労働」(英語: forced labor) の文言があった。この語は国際法でも強制労働を指す言葉として使われているため、日本側は反発し、首相周辺からはナチスの行為と同一視されることを懸念する声も出た。韓国は世界遺産委員会開会後に、一時は決議案そのものに「強制労働」を明記することまで求めるなど態度を硬化させたが、その背景には韓国国内の世論の存在が指摘されている。
一方で、国内でも外務省が「政治問題化する可能性があるので明治後期の遺産を外してくれ」、文部科学省からも「明治後期は（その価値について検定教科書で触れていないので）教科書問題になるから外してくれ」との依願があったことを、登録推進の中心的役割を果たした加藤康子内閣官房参与はインタビューで答えている。

### 正式登録とその後
開会した第39回世界遺産委員会では、日韓外相会談で日本が応援することを約束していた韓国の「百済歴史地区」の登録は全会一致で決まったが、現地時間の2015年7月4日夜に行われる予定だった明治日本の産業革命遺産の審議は調整がつかなかったため、5日の夜に延期された。
議長国ドイツのマリア・ベーマー議長は、自国の世界遺産である「エッセンのツォルフェアアイン炭鉱業遺産群」（第二次世界大戦時の強制労働の展示をしているルール博物館がある）の例を挙げつつ、両国の調整にあたった。また、日本としては混乱が長引いて翌年以降に審議がずれることを回避したい意向があった。その理由としては、すでに翌年の審議のために「長崎と天草地方の潜伏キリシタン関連遺産」を推薦していてそちらの審議に影響させたくないこと、日本の委員国としての任期が今年で切れるのに対し、韓国は翌年も委員国のままでいることなどが挙げられている。
そして、7月5日、土壇場で合意が成立し遺産は登録された。日本側は韓国が主張した「強制労働」(英語: forced labor) の表現を避けつつ、「労働を強いられた」(英語: forced to work) 人々がいたことを表明し、韓国側も審議の場での「強制労働」への言及を避けた。決議案には日本の発言に留意する旨の脚注が付けられた。この玉虫色の決着について、日本側は「強制労働」を意味しないことを強調したのに対し、韓国側は日本が強制的な労役の存在を国際社会で認めたと主張した。この決着について、日本の外務省関係者からは、日本での嫌韓の拡大を懸念する声も上がった。
一連の騒動に関し、『朝日新聞』は社説で日韓双方について「実に見苦しかった」と苦言を呈した。『毎日新聞』も社説で、日韓双方の振る舞いについて「互いを傷つけるだけの不毛なもの」と批判した。両紙の社説が日韓双方に今後の努力を求めるものであったのに対し、『読売新聞』の社説は韓国側の政治工作を残念なものと指摘しつつ、日本側の妥協についても韓国の「ゴネ得」を許した面があるとした。『産経新聞』も社説で、韓国の主張や介入を批判したうえで、日本の対応を行き過ぎた配慮や油断であるとし、大きな禍根を残したと批判した。
イギリスのガーディアンが「日本の施設が強制労働を認め世界遺産に」と報じる等、多くの欧米メディアは「強制労働」という文言を用いて明治日本の産業革命遺産の登録を紹介しており、一部には「奴隷労働」と表現する報道もあった。
世界遺産の登録後、韓国政府は松下村塾（山口県萩市）に対しても批判の矛先を向け、攻撃した。また、韓国政府の関係者は、今後、日本が暫定リストに記載している金を中心とする佐渡鉱山の遺産群を推薦した場合、そこでも朝鮮半島出身者の「強制労働」があったという認識に基づき、日韓の外交問題となる可能性を示している。

### 登録時の条件
イコモスは明治日本の産業革命遺産の登録に際し、以下の条件を提示した。
1. 端島炭坑について、優先順位を明確にした保全措置の計画を策定すること
2. 推薦資産及びその構成資産に関する優先順位を付した保全措置の計画及び実施計画を策定すること
3. 資産への悪影響を軽減するため、各構成資産における受け入れ可能な来訪者の上限数を定めること
4. 推薦資産及びその構成資産の管理保全のための新たな枠組みの有効性について、年次ベースでモニタリングを行うこと
5. 管理保全計画及び地区別保全協議会での協議事項・決議事項の実施状況について、年次ベースでモニタリングを行うこと
6. 各構成資産の日々の管理に責任を持つあらゆるスタッフ及び関係者が、能力を培い推薦資産の日常の保全、管理、理解増進について一貫したアプローチを講じられるよう、人材育成計画を策定し、実施すること
7. 推薦資産に関する説明（インタープリテーション）の計画を策定し、各構成資産がいかにOUV（顕著で普遍的な価値）に貢献し産業化の1又は2以上の段階を反映しているかを特に強調すること。また、各サイトの歴史全体についても理解できる計画とすること
8. 集成館及び三重津海軍所跡における道路建設計画、三池港における新たな係留施設に関するあらゆる開発計画及び来訪者施設の増設・新設に関する提案について、「世界遺産条約履行のための作業指針」に沿って、審議のため世界遺産委員会に提出すること

これらを2018年の第42回世界遺産委員会で履行確認するため、2017年12月1日までに進捗状況を報告するよう求めた。
この内、日本政府は項目8の集成館と三重津海軍所跡周辺での工事、項目7・8でのインタープリテーションおよび来訪者施設の一事例として韮山反射炉におけるガイダンス施設に関する報告書を既に提出しており、第40回世界遺産委員会での保全状況審議で議題となる。また、保全措置計画（技術・資金面や来訪者数抑制案など）とモニタリングについては継続中である。

## 登録名称
名称に関して、内閣官房産業遺産の世界遺産登録推進室や外務省の報道発表では、「明治日本の産業革命遺産 製鉄・製鋼、造船、石炭産業」という名称を用いており、イコモスの「登録」勧告の際に提示された変更名称の訳における「鉄鋼」の語が「製鋼」に変更されている。英語名称"Sites of Japan’s Meiji Industrial Revolution: Iron and Steel, Shipbuilding and Coal Mining"は、「登録」勧告時の変更名称も登録時の正式名称も同じである。

## 構成資産

構成資産地図

構成資産は、広範囲に点在する複数の物件をまとめて1件の世界遺産とするシリアル・ノミネーションによるアプローチであり、8つのエリア、全23資産により構成されている。以下で示す名称に併記した英語表記および世界遺産登録IDは、世界遺産センターの公式サイトで公表されているものである。
| 時期          | 製鉄・製鋼 | 造船                                                                                            | 石炭産業                                                |
| ------------- | --- | ----------------------------------------------------------------------------------------------- | ------------------------------------------------------- |
| 初期・ 発展期 | - 萩（萩反射炉、 大板山たたら製鉄遺跡等） - 鹿児島（集成館） - 韮山（韮山反射炉） - 釜石（橋野鉄鉱山・高炉跡） | - 萩（恵美須ヶ鼻造船所跡等） - 佐賀（三重津海軍所跡） - 鹿児島（集成館） - 長崎（小菅修船場等） | - 長崎（高島炭鉱、端島炭鉱等） - 三池（三角西（旧）港） |
| 産業形成期    | - 八幡（八幡製鐡所）                                                                                           | - 長崎（長崎造船所）                                                                            | - 三池（三池炭鉱、三池港）                              |

### エリア1 萩
| 地図 萩市中心部 |
| --------------- |
|                 |

| No.                | 名称                                                                                          | 所在地                             | 概要 |
| 1-1                | 萩反射炉 Hagi Proto-industrial Heritage/ Hagi Reverbatory Furnace (ID1484-001)                | 山口県萩市                         | 日本に現存する2基の反射炉の1つで、10.5mの煙突部分の遺構。国の史跡に指定。欧米列強に対抗するため、長州藩では海防強化のための鉄製大砲製造が求められ、オランダの技術書を基に先んじて反射炉の操業を始めていた佐賀藩から技術を導入して建造された。1856年に操業を始めたが、規模が小さいことなどから実用炉ではなく実験炉だったと見られている。登録面積は0.38 ha（緩衝地域119.72 ha）である。 |
| 1-2                | 恵美須ヶ鼻造船所跡 Hagi Proto-industrial Heritage/ Ebisugahana Shipyard (ID1484-002)          | 山口県萩市                         | \| \| \| \| \| 恵美須ヶ鼻造船所跡 \| \| 恵美須ヶ鼻造船所で建造された丙辰丸 \| 前期にロシア式、後期にオランダ式の技術を用いて大型の洋式軍艦を製造した造船所跡。国の史跡に指定。いわゆる黒船来航による危機感から、江戸幕府は1853年に大船建造の禁を解除する。長州藩では、幕府の要請と藩士木戸孝允の意見書を受けて、幕府がロシア式（君沢形）造船を行った伊豆戸田に尾崎小右衛門ら技術者を派遣、帰国した尾崎らは造船所建設を行う。造船所は1856年に完成し、丙辰丸を建造（1857年進水）した。藩は1857年に造船所を一旦閉鎖するが、翌1858年に山田亦介の主導で再び整備を行う。さらに、長崎海軍伝習所に技術者を派遣してオランダ式（バーク型）造船を学ばせ、庚申丸を建造（1860年進水）した。登録面積は0.79 ha である。 |
| 1-3                | 大板山たたら製鉄遺跡 Hagi Proto-industrial Heritage/ Ohitayama Tatara Iron Works (ID1484-003) | 山口県萩市                         | 在来のたたら製鉄の技術を用いて江戸時代中期から後期に操業し、洋式軍艦の製造に欠かせない鉄の供給を行った。国の史跡に指定。恵美須ヶ鼻造船所で1856年に建造された丙辰丸に、鉄製の船釘を供給した。炉、天秤ふいごなどの遺構が発掘されている。登録面積は0.63 ha（緩衝地域234.56 ha）である。 |
| 1-4                | 萩城下町 Hagi Proto-industrial Heritage/ Hagi Castle Town (ID1484-004)                        | 山口県萩市                         | 幕末から明治維新にかけて日本の近代国家形成を主導した西南雄藩のひとつ、長州藩の中心拠点。1604年に毛利氏の戸城として指月山に萩城が建造され、麓に城下町が形成された。武家屋敷や商家が連なる「萩城城下町」は国の史跡に指定、重臣の屋敷が並ぶ「堀内地区」は国の重要伝統的建造物群保存地区として選定。登録面積は96.9 ha（緩衝地域712.31 ha）である。 |
| 1-5                | 松下村塾 Hagi Proto-industrial Heritage/ Shokasonjuku Academy (ID1484-005)                    | 山口県萩市                         | 長州藩校明倫館の師範を務めた藩士吉田松陰が講義した私塾。国の史跡に指定。3年弱の間に指導した塾生の中から、高杉晋作、伊藤博文、山縣有朋など、幕末から明治維新にかけての日本の近代化・産業化に貢献する人材を輩出した。室内に立ち入っての見学は不可。なお、Google ストリートビューでは室内の様子が見学可能。登録面積は0.13 ha（緩衝地域1.73 ha）である。 |
| 恵美須ヶ鼻造船所跡 |                                                                                               | 恵美須ヶ鼻造船所で建造された丙辰丸 | |
| 恵美須ヶ鼻造船所跡 |                                                                                               | 恵美須ヶ鼻造船所で建造された丙辰丸 | |

### エリア2 鹿児島
| 地図 |
| ---- |
|      |

| No. | 名称                                                                        | 名称 | 所在地            | 概要 |
| 2-1 | 旧集成館 Shuseikan (ID1484-006)                                             | 旧集成館 Shuseikan (ID1484-006) | 鹿児島県 鹿児島市 | 欧米列強に対抗するため、薩摩藩主島津斉彬は1851年から現在の鹿児島市吉野町磯地区に工場群を設けて軍事強化と産業育成を図った（集成館事業）。製鉄・造船・紡績など幅広い分野を手掛けた。1863年の薩英戦争や1877年の西南戦争では被害を受けその度に再興したが、1915年に廃止された。国の史跡に指定。登録面積は9.98 ha（緩衝地域61.09 ha）である。                                    |
| 2-1 |                                                                             | 旧集成館反射炉跡 | 鹿児島県 鹿児島市 | 反射炉下部の遺構。佐賀藩が有していたオランダの技術書の日本語訳を基にしつつ、在来工法による石積みや薩摩焼の技術を用いた耐火煉瓦製造など、和洋折衷の技術で反射炉が建設された。 |
| 2-1 | 旧集成館機械工場                                                            | 金属加工や船舶の修理、部品加工が行われた機械工場。建物は国の重要文化財。薩英戦争により初期の集成館は一度焼失する。その後島津忠義は、幕府直営の長崎製鉄所を手本に、オランダから工作機械を輸入して再興を行い、1865年に建物が完成した。1863年製造のオランダ製形削盤も現存しており、国の重要文化財に指定されている。「尚古集成館」として公開されている。 | 鹿児島県 鹿児島市 | |
| 2-1 | 旧鹿児島紡績所技師館                                                        | イギリス人技術者の宿舎として建設された洋館で、洋風の外観ながら、柱には尺寸法が用いられたほか、屋根裏小屋組が和式であるなど、和洋折衷となっている。建物は国の重要文化財。島津忠義は、1867年に鹿児島紡績所を建設したが、その際イギリスから7名の技術者を招いて工場の設計と技術指導を依頼した。イギリス人技術者帰国後は、大砲製造の支配所などに使用された。1882年に鹿児島城本丸跡に移築され学校などに使用された後、1936年に再び現在の場所に移築された。「異人館」として公開されている。 | 鹿児島県 鹿児島市 | |
| 2-2 | 寺山炭窯跡 Shuseikan/ Terayama Charcoal Kiln (ID1484-007)                   | 寺山炭窯跡 Shuseikan/ Terayama Charcoal Kiln (ID1484-007) | 鹿児島県 鹿児島市 | 1858年に建設された木炭製造用の石積み窯跡。国の史跡に指定（「旧集成館」の附（つけたり）としての指定）。集成館事業に必要な大量の燃料を補うため、島津斉彬の命により建設された。登録面積は0.64 ha（緩衝地域2.01 ha）である。 |
| 2-3 | 関吉の疎水溝 Shuseikan / Sekiyoshi Sluice gate of Yoshino leat (ID1484-008) | 関吉の疎水溝 Shuseikan / Sekiyoshi Sluice gate of Yoshino leat (ID1484-008) | 鹿児島県 鹿児島市 | 1852年に建設された集成館事業の水車動力用水路跡。現在の鹿児島市下田町関吉にある稲荷川上流から取水し、吉野町磯地区の集成館まで送水した。もともと島津氏の庭園である仙巌園へ水路（吉野疎水）が設けられていたが、それを島津斉彬の命により改修した。現在は一部が灌漑用水として利用されており、取水口や集成館内の水路などが現存する。登録面積は0.11 ha（緩衝地域1.93 ha）である。 |

### エリア3 韮山
| No. | 名称                                                  | 所在地            | 概要 |
| 3-1 | 韮山反射炉 Nirayama Reverbatory Furnaces (ID1484-009) | 静岡県 伊豆の国市 | 日本に現存する2基の反射炉の一つで、実際に大砲を鋳造した実用炉としては唯一現存する。国の史跡に指定。欧米列強に対抗するため、江川英龍らの主導により江戸幕府直営で建造された鉄製大砲鋳造のための炉で、1857年に完成した。付属機械は明治期に陸軍に引き渡されたため、耐火煉瓦製の反射炉本体のみ現存する。登録面積は0.5 ha（緩衝地域33.86 ha）である。 |

### エリア4 釜石
| No. | 名称                                                          | 所在地        | 概要 |
| 4-1 | 橋野鉄鉱山 Hashino Iron Mining and Smelting Site (ID1484-010) | 岩手県 釜石市 | 日本に現存する最古の洋式高炉跡。国の史跡に指定。盛岡藩士大島高任は、自らが建設に携わった水戸藩の那珂湊反射炉に良質な銑鉄を供給する必要性を感じ、鉄鉱石を用いた製鉄を行う洋式高炉を現在の釜石市大橋に建設、1858年に日本で初めて連続出銑に成功した。その後盛岡藩は製鉄の本格化を目指して大島の指導を受け、新たに1858年から1860年頃にかけて釜石市橋野に3基の高炉を建設した。橋野の高炉は1894年まで操業し、その後は鉄鉱石の採掘が継続された。採掘場から運搬路を経て高炉に至る、製鉄工程全体の遺構が残っている。登録面積は39.55 ha（緩衝地域523.73 ha）である。2015年10月9日、名称を「橋野鉄鉱山・高炉跡」から「橋野鉄鉱山」に変更した（英語表記は変わらず）。 |

### エリア5 佐賀
| No.          | 名称                                          | 所在地                         | 概要 |
| 5-1          | 三重津海軍所跡 Mietsu Naval Dock (ID1484-011) | 佐賀県 佐賀市                  | \| \| \| \| \| 三重津海軍所 \| \| 三重津海軍所で建造された凌風丸 \| 佐賀藩海軍の訓練場・造船所で、日本に現存する最古の乾船渠（ドライドック）の遺構が残る。国の史跡に指定。1853年に大船建造の禁が解除されたことを受け、佐賀藩はオランダに蒸気船軍艦を発注し、幕府の長崎海軍伝習所に藩士を派遣して操船や造船技術の習得を図った。また、1858年に三重津の舟屋を拡張して海軍の訓練場とし、後に乾船渠を増設して造船や修理の場とした。また、1865年に日本初の実用蒸気船凌風丸を建造した。登録面積は3.14 ha（緩衝地域33.43 ha）である。 |
| 三重津海軍所 |                                               | 三重津海軍所で建造された凌風丸 | |
| 三重津海軍所 |                                               | 三重津海軍所で建造された凌風丸 | |

### エリア6 長崎
| 地図 長崎市中心部 |
| ----------------- |
|                   |

| 1928年当時の第三船渠と建造中の日本海軍の重巡洋艦羽黒 |  | Mitsubishi Dockyard 2 Nagasaki 長崎の手彩色絵葉書（明治） |
| 1928年当時の第三船渠と建造中の日本海軍の重巡洋艦羽黒 |  | Mitsubishi Dockyard 2 Nagasaki 長崎の手彩色絵葉書（明治） |

| 現在の様子 |  | 明治後期の端島（軍艦島）長崎の手彩色絵葉書 |
| 現在の様子 |  | 明治後期の端島（軍艦島）長崎の手彩色絵葉書 |

### エリア7 三池
| 地図 三池炭鉱・三池港 |
| --------------------- |
|                       |

| No.                            | 名称                                                         | 名称 | 所在地                          | 概要 |
| 7-1                            | 三池炭鉱、三池港 Miike Coal Mine and Miike Port (ID1484-020) | 三池炭鉱、三池港 Miike Coal Mine and Miike Port (ID1484-020) | 福岡県 大牟田市・ 熊本県 荒尾市 | 1873年に操業開始し、明治政府から1889年に三井に移管、1997年に閉山した炭鉱。1894年、團琢磨は宮原と万田での新坑掘削を提言し、開削につながる。一方、三池港は石炭の積出港として整備された。登録面積は119.78 ha（緩衝地域371.61 ha）である。 |
| 7-1                            |                                                              | 三池炭鉱 宮原坑 | 福岡県 大牟田市・ 熊本県 荒尾市 | 1898年に第一竪坑、1901年に第二竪坑が完成した。第二竪坑の櫓とデビーポンプ室の壁の一部が現存する。国の史跡に指定、また第二竪坑櫓、第二竪坑巻揚機室は建造物として国の重要文化財に指定。第二竪坑は主に人員の昇降と排気を行う坑で、2基の昇降機が設けられている。当初は蒸気を動力としたが、後に電気に変わり、現存する電動モーターは昭和初期のものである。なお、竪坑自体は閉塞されている。観光に料金は不要。また、係員による無料のガイドもある。炭坑夫、またその家族が住んでいた社宅は一棟だけが保管されている。 |
| 7-1                            | 三池炭鉱 万田坑                                              | 1902年に第一竪坑、1908年に第二竪坑が完成した。また、これに合わせて機械室、選炭場、事務所などの施設が造られたが、当時の煉瓦造りの建物や、外国産あるいは国産の機械類が、良好な状態で保存されている。第一竪坑口と第一竪坑跡、汽罐場跡、選炭場跡、坑内トロッコ軌道敷などの一連の工程を構成する施設群は国の史跡に指定、また第二竪坑櫓、第二竪坑巻揚機室、倉庫及びポンプ室、安全燈室及び浴室、事務所、山ノ神祭祀施設は建造物として国の重要文化財に指定。                                 | 福岡県 大牟田市・ 熊本県 荒尾市 | |
| 7-1                            | 三池炭鉱 専用鉄道敷跡                                        | \| \| \| \| \| 宮原坑及び三池炭鉱専用鉄道敷跡 \| \| 1930年当時の三池地区の鉄道網 \| 石炭や資材の運搬のために敷設された専用鉄道で、1891年に七浦坑と大牟田川河口を結ぶ最初の区間が開通、1905年に三池港まで延伸開通した。設置当時に造成された切土・盛土の跡などはそのまま残っている。国の史跡に指定。1909年から1923年にかけて全線電化したほか、坑口や主要工場へと多くの支線が設けられ、最盛期には客車も運行された。現在その一部は三井化学の専用鉄道となり、原材料の運搬を担っている。 | 福岡県 大牟田市・ 熊本県 荒尾市 | |
| 7-1                            | 三池港                                                       | 三池炭鉱で産出された石炭を大型船に乗せて運搬するために建設された港で、1908年に竣工した。干満の差が大きい有明海で大型船を航行させるため、汐待ちのために閘門で締め切った内港が設けられた。また、砂泥の侵入を防ぐために長い防砂堤が設置された。港は現在も重要港湾として使用されている。築港時に建てられた税関の建物も残っている。 | 福岡県 大牟田市・ 熊本県 荒尾市 | |
| 7-2                            | 三角西（旧）港 Misumi West Port (ID1484-021)                 | 三角西（旧）港 Misumi West Port (ID1484-021) | 熊本県 宇城市                   | 明治政府において産業開発と併せた港湾整備の一環として建設された港で、1887年に開港した。オランダ人技師ローウェンホルスト・ムルデルの設計。石積みの埠頭、道路、排水路、石橋などがそのまま残っており、明治期の港湾の中では日本で唯一完全な状態で現存する。鉄道と併せて三角東港が整備されたため荷役を取って代わられ、早期に衰退したため当時の状態が残っている。埠頭などが建造物として国の重要文化財に指定、旧三角海運倉庫、龍驤館、旧三角簡易裁判所、旧宇土郡役所が国の登録有形文化財に登録されているほか、「三角浦の文化的景観」の名称で重要文化的景観として選定されている。なお、三池港整備以前の三池炭鉱の石炭積出港でもあり、1893年からの9年間、上海などに向けて石炭の輸出が行われた。登録面積は18.61 ha（緩衝地域83.45 ha）である。 |
| 宮原坑及び三池炭鉱専用鉄道敷跡 |                                                              | 1930年当時の三池地区の鉄道網 |                                 | |
| 宮原坑及び三池炭鉱専用鉄道敷跡 |                                                              | 1930年当時の三池地区の鉄道網 |                                 | |

### エリア8 八幡
| No. | 名称                                                         | 名称 | 所在地          | 概要 |
| 8-1 | 官営八幡製鐵所 The Imperial Steel Works, Japan (ID1484-022)  | 官営八幡製鐵所 The Imperial Steel Works, Japan (ID1484-022) | 福岡県 北九州市 | 明治20年代に急増した鉄鋼需要を補うため、1897年、筑豊炭田に隣接し誘致活動が活発だった八幡に製鉄所を設置することが決定する。ドイツのグーテホフヌンクスヒュッテ(GHH)社に設計を依頼し、技術指導を受けた。4年の建設期間を経て、1901年2月に東田第一高炉に火入れが行われ稼働が開始する。しかし、トラブルや資金難により翌1902年7月には休止を余儀なくされたため、1894年に釜石田中製鉄所において日本初のコークスによる銑鉄生産を成功させた野呂景義に再建が託される。野呂は高炉の改良と新たなコークス炉の建設を行い、1904年7月から本格稼働を再開した。これにより、日本の高炉操業技術が確立され、日本の産業近代化（重工業化）が達成される。製鉄所は1930年代にかけて拡張され、周辺にも多くの産業が集積し、北九州工業地帯の主要拠点となった。事業所内にあり秘密保持に懸念があることや老朽化していることから、いずれの施設も見学はできない。登録面積は1.71 ha（緩衝地域33.81 ha）である。 |
| 8-1 |                                                              | 八幡製鐵所 旧本事務所 | 福岡県 北九州市 | 1899年に建設された赤煉瓦組積造の建物。製鐵所の技術者による設計。骨組はクイーンポストトラス組み、煉瓦積みはイギリス式の一方、屋根は和式の瓦葺。1922年まで本事務所として使用された後、鉄鋼の研究所として使用された。見学不可だが、2015年4月に眺望スペースが設けられて遠景を見ることが可能となり、登録後から個人利用に限り写真撮影が認められている。 |
| 8-1 | 八幡製鐵所 修繕工場                                          | 1900年に建設された鉄骨造の建物。設計及び使用鋼材はGHH社による。現存する日本国内最古の鉄骨建築物。3回に亘り増築されたが、使用された鋼材がドイツ製から次第に日本製へと変わり、日本の製鉄技術が発展する過程を示すものとなっている。現在は新日鉄住金の主要な協力会社の一つである山九により、製鉄所で使用する機械の修繕や部材の製作が行われ、現在も稼働中。見学は不可。 | 福岡県 北九州市 | |
| 8-1 | 八幡製鐵所 旧鍛冶工場                                        | 1900年に建設された鉄骨造の建物。設計及び使用鋼材はGHH社による。製鉄所で使用する鍛造品の製造が行われ、大正時代に現在の場所に移転してからは製品試験所として使用された。現在は創業時からの資料を保管する史料室となっている。見学は不可。 | 福岡県 北九州市 | |
| 8-2 | 遠賀川水源地ポンプ室 Onga river Pumping Station (ID1484-023) | 遠賀川水源地ポンプ室 Onga river Pumping Station (ID1484-023) | 福岡県 中間市   | 鉄鋼生産に必要な工業用水を遠賀川上流から取水し八幡製鐵所に送水する施設で、1910年に建設された。鉄骨骨組、イギリス式の煉瓦積み。操業開始時は蒸気ポンプとボイラーが使用されたが、現在は電気ポンプになっている。ボイラー室・ポンプ室の建屋と沈砂池が現存し、現在も使用されている。内部は見学不可だが、外観は最短数十mの距離から見学可能。登録面積は1.38 ha（緩衝地域55.89 ha）である。 |

## 登録基準
日本国政府は、伝統的なものづくりの文化と西洋技術の交流によって世界的にも稀な急速な近代産業化を遂げた優れた例証として、世界遺産の登録基準のうち、(2)、(3)、(4)を適用できるものとしていたが、実際の登録では基準 (3) の適用は認められなかった。
そのため、この世界遺産は世界遺産登録基準のうち、以下の条件を満たし、登録された（以下の基準は世界遺産センター公表の登録基準からの翻訳、引用である）。
- (2) ある期間を通じてまたはある文化圏において、建築、技術、記念碑的芸術、都市計画、景観デザインの発展に関し、人類の価値の重要な交流を示すもの。
- (4) 人類の歴史上重要な時代を例証する建築様式、建築物群、技術の集積または景観の優れた例。

## ガイダンス施設
世界遺産条約では第5条で「文化遺産及び自然遺産の保護・保存及び整備の分野における全国的または地域的な研修センターの設置」という条文があり、世界遺産近くにガイダンス施設・ビジターセンターを設置することを求めている。

### 産業遺産情報センター
産業遺産情報センター（Industrial Heritage Information Center）は、登録時の条件とされた、産業遺産の歴史を伝えるガイダンス施設。内閣官房が東京都新宿区若松町に開設した。2020年（令和2年）3月31日に開所式が行われた。ここでの展示内容は、世界遺産構成資産の紹介に留まらず、日本の近代産業史全般におよび、時期の下限も大正・昭和に至っている。明治日本の産業革命遺産は構成資産が多地域に分散するシリアルノミネーションのためガイダンス施設を一ヶ所に集約することが難しく、構成資産がない東京に開設されたことから、名称を含め従来の世界遺産センターとは異なる位置づけとなる。
建物は1978年（昭和53年）築の総務省第二庁舎別館（統計研修所）の一部を改修したもので、鉄筋コンクリート造（一部鉄骨造）の4階建。建築面積1,081㎡、延べ面積2,781㎡。この内、1・2階部分を利用（展示公開は1階のみで2階は事務所）。運営は(財)産業遺産国民会議で、初代センター長に加藤康子が就任。展示物の多くに著作権や肖像権があるため、館内撮影不可。

#### 利用アクセス
開館時間／10:00～17:00（入館は16:30まで）。休館／土・日曜日、国民の祝日および年末年始。入館無料。なお、当面の間は一日三回（10:30/13:30/15:30）から選択する事前予約制とし、希望来館日の3営業日前までの申込みを電話・ファックス・Eメールで受け付ける。
〔アクセス〕大久保通り（東京都道433号神楽坂高円寺線）に面した庁舎正門からは入場できない。都営大江戸線若松河田駅河田口がある東京都道302号新宿両国線支線を新宿方面（地上出口の信号を渡り左方向）へ進み、新宿区若松町特別出張所（若松地域センター）と新宿区立余丁町小学校の間の路地に入り、小学校北側の角にある通用門から入場する。自動車・バイク・自転車の乗り入れ不可。バリアフリー車椅子対応。若松河田駅から徒歩約5分。

#### 展示内容と韓国の反発
産業遺産情報センターの展示内容として、ゾーン3は軍艦島に特化した特設コーナーとなっている。ここではかつての軍艦島住民の「朝鮮人への差別はなかった」とする証言が掲示されていることに対し、登録時の強制徴用を紹介するという約束が守られていないとし、康京和外務部部長（外務大臣）が6月22日にユネスコのオードレ・アズレ事務局長宛に「登録取り消しの可能性の検討を含め、第44回世界遺産委員会で日本から忠実な措置履行をもとめる決定文が採択されるようする積極的な協力と支持を要請する」旨の書簡を送付し、「世界遺産委員国を対象に、この事案に対する関心と理解を再考するための外交的努力を持続展開する」とした。外交部は「世界遺産委員会の規定上、登録の取り消しは遺産が毀損されたか保全に問題がある場合のみに可能だが、登録時に行った約束を履行しなかった場合も取り消しが可能かを確認するため書簡を発送した」とした。朴良雨文化体育観光部長官は、「世界文化遺産としての意味を喪失した」とSNSに私見を投稿。金東起ユネスコ大使は、「世界遺産委員会では韓国政府が要求した内容が正式に議論される」との見解を明らかにした。
この件に関して6月24日に日韓外務局長が電話会談を実施。韓国外交部の金丁漢アジア太平洋局長が強い遺憾と抗議の意を伝え是正を求め、日本の滝崎成樹アジア大洋州局長は犠牲者を記憶にとどめるための措置としてセンターを設置したことを説明した。
2021年7月22日、ユネスコの世界遺産委員会は展示内容について、「朝鮮半島出身者に対する強制労働があった説明を十分に行っておらず、登録時に締結した合意を守っていない」として、日本政府の取り組みに強い遺憾を表明する決議を採択した。
この決議は2022年12月1日までに日本政府の是正措置を報告するよう求めているが、加藤官房長官は「日本政府が約束した措置を含め誠実に履行してきた」と強く反発しており、決議を無視する姿勢を示している。

### その他の施設
橋野鉄鉱山には橋野鉄鉱山インフォメーションセンター、韮山反射炉には韮山反射炉ガイダンスセンター、萩では構成資産の明倫学舎内にビジターセンターを併設し萩反射炉なども網羅（松下村塾には吉田松陰歴史館）、官営八幡製鐵所ではスペースLABO ANNEXに世界遺産ビジターセンターを併設、三重津海軍所跡には佐野常民と三重津海軍所跡の歴史館、長崎では構成資産の三菱造船所旧木型場が長崎造船所史料館として、また軍艦島を軍艦島資料館と軍艦島デジタルミュージアムが（旧グラバー住宅も内部がそのまま展示スペースとなっている）、三池炭鉱では万田坑に万田炭鉱館（他に大牟田市石炭産業科学館）、港では三角港では龍驤館や旧三角海運倉庫など港湾施設内部が展示スペースに、鹿児島では仙厳園に鹿児島世界文化遺産オリエンテーションセンターがあり構成資産の尚古集成館や旧鹿児島紡績所技師館自体も展示施設になっている。

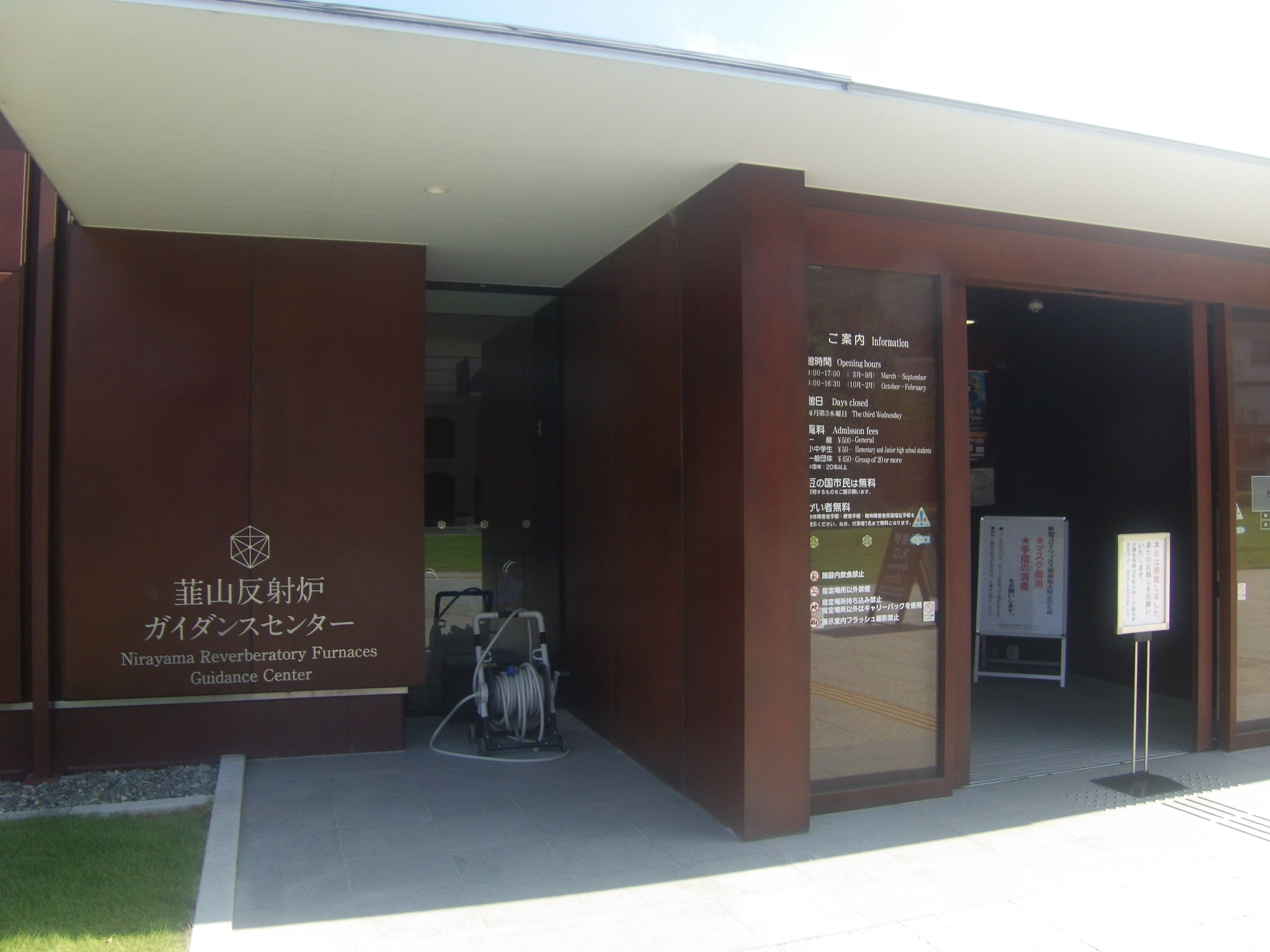
韮山反射炉ガイダンスセンター
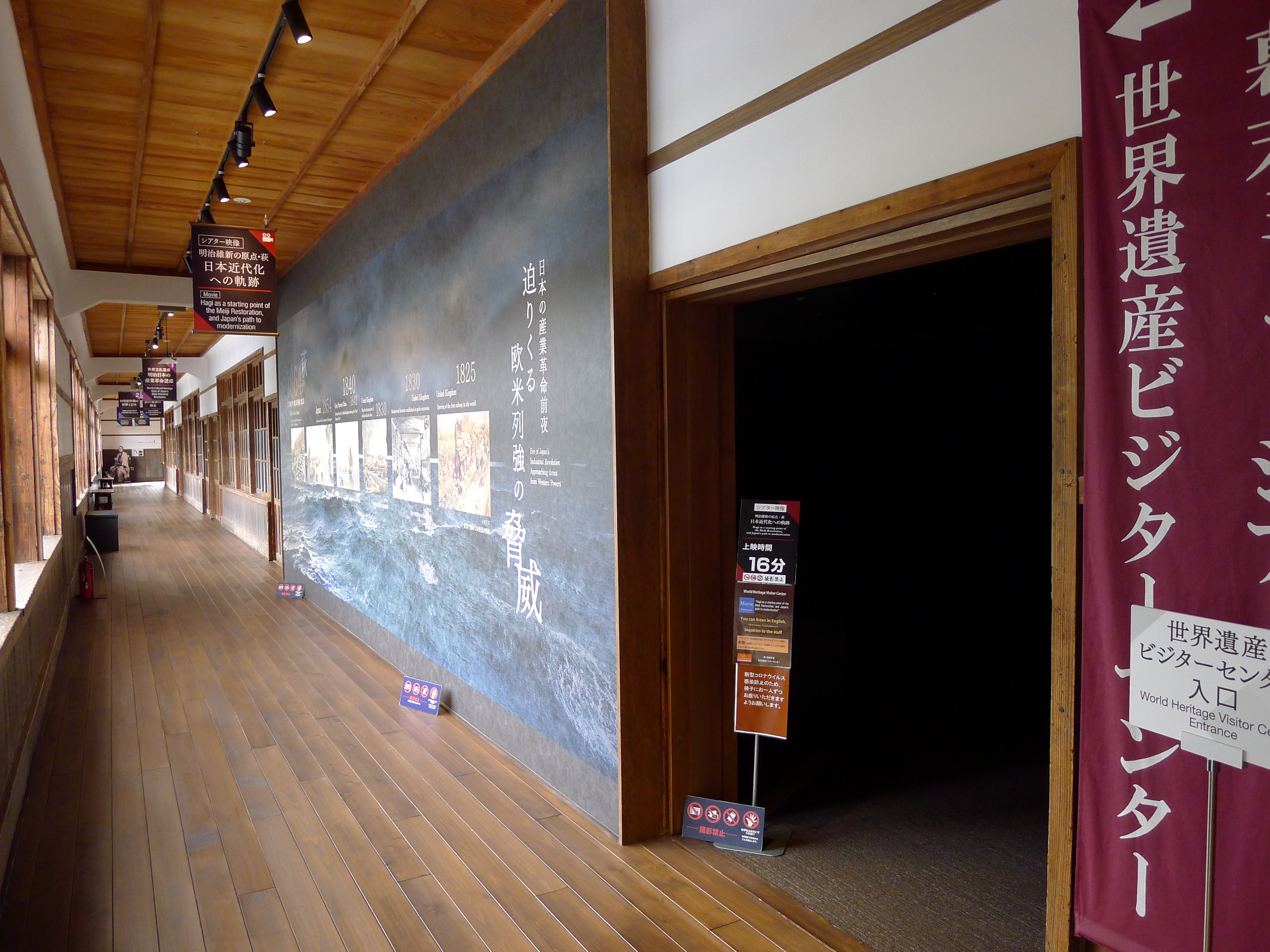
萩世界遺産ビジターセンター
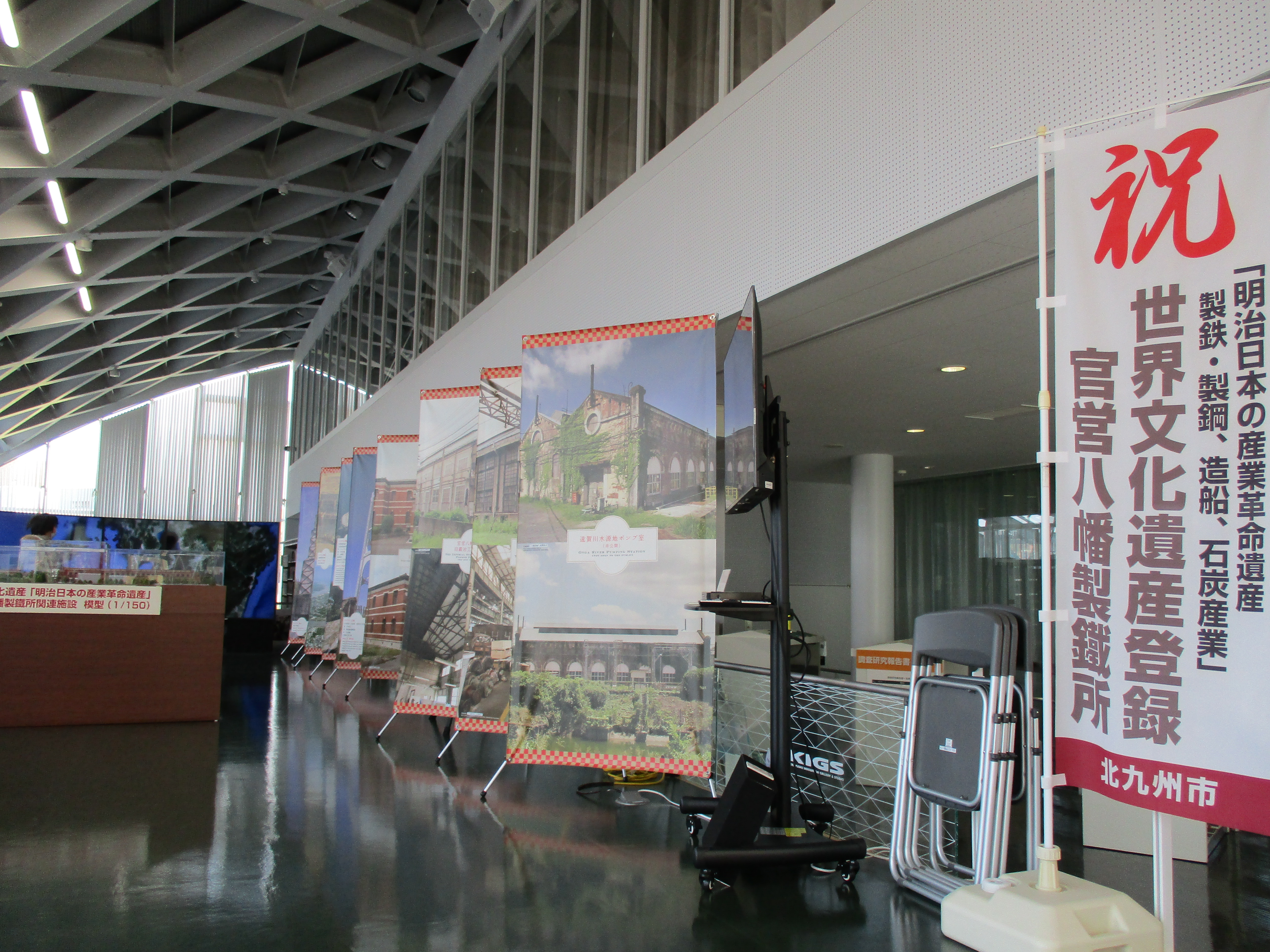
八幡エリア世界遺産ビジターセンター
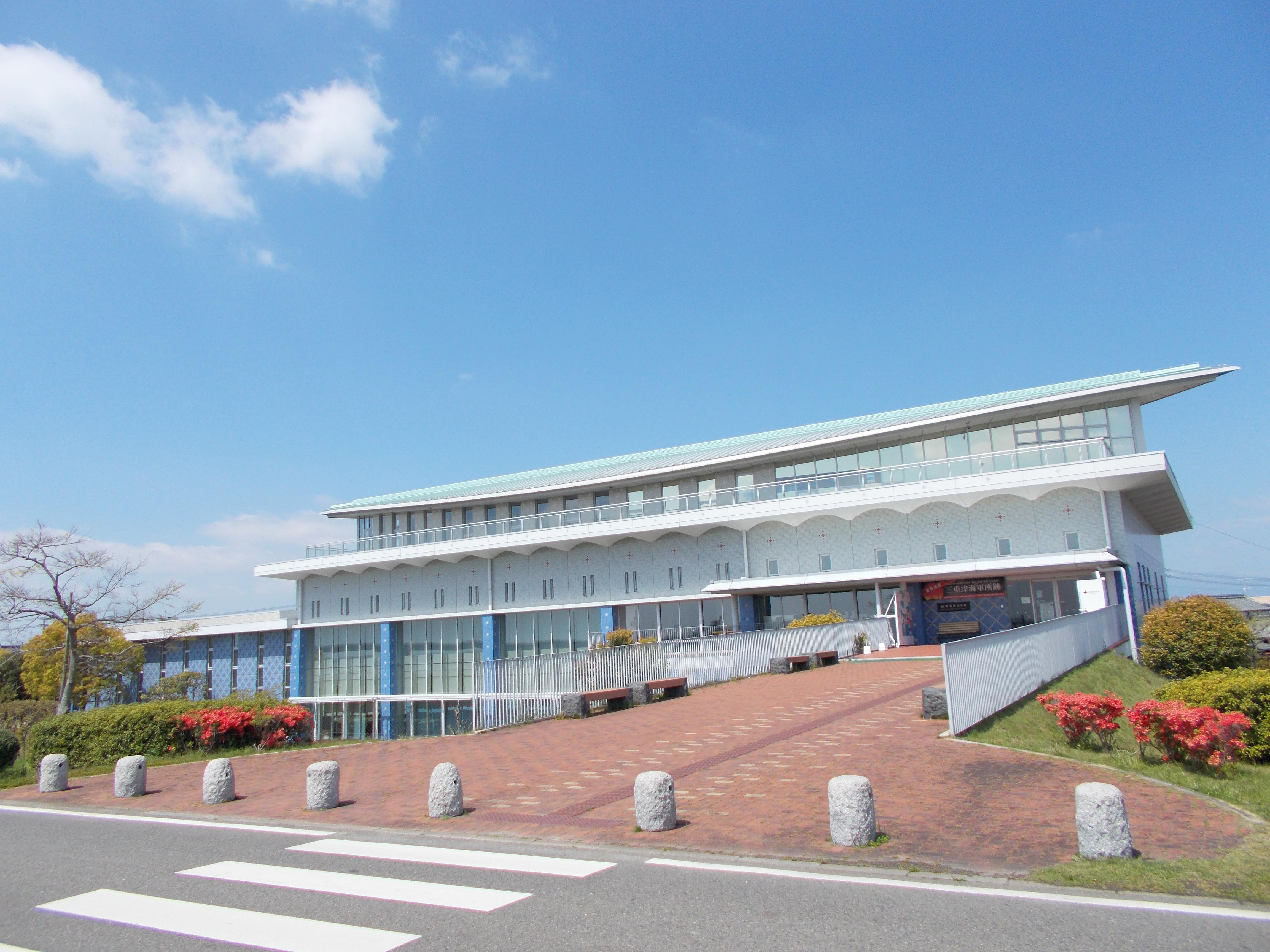
佐野常民と三重津海軍所跡の歴史館
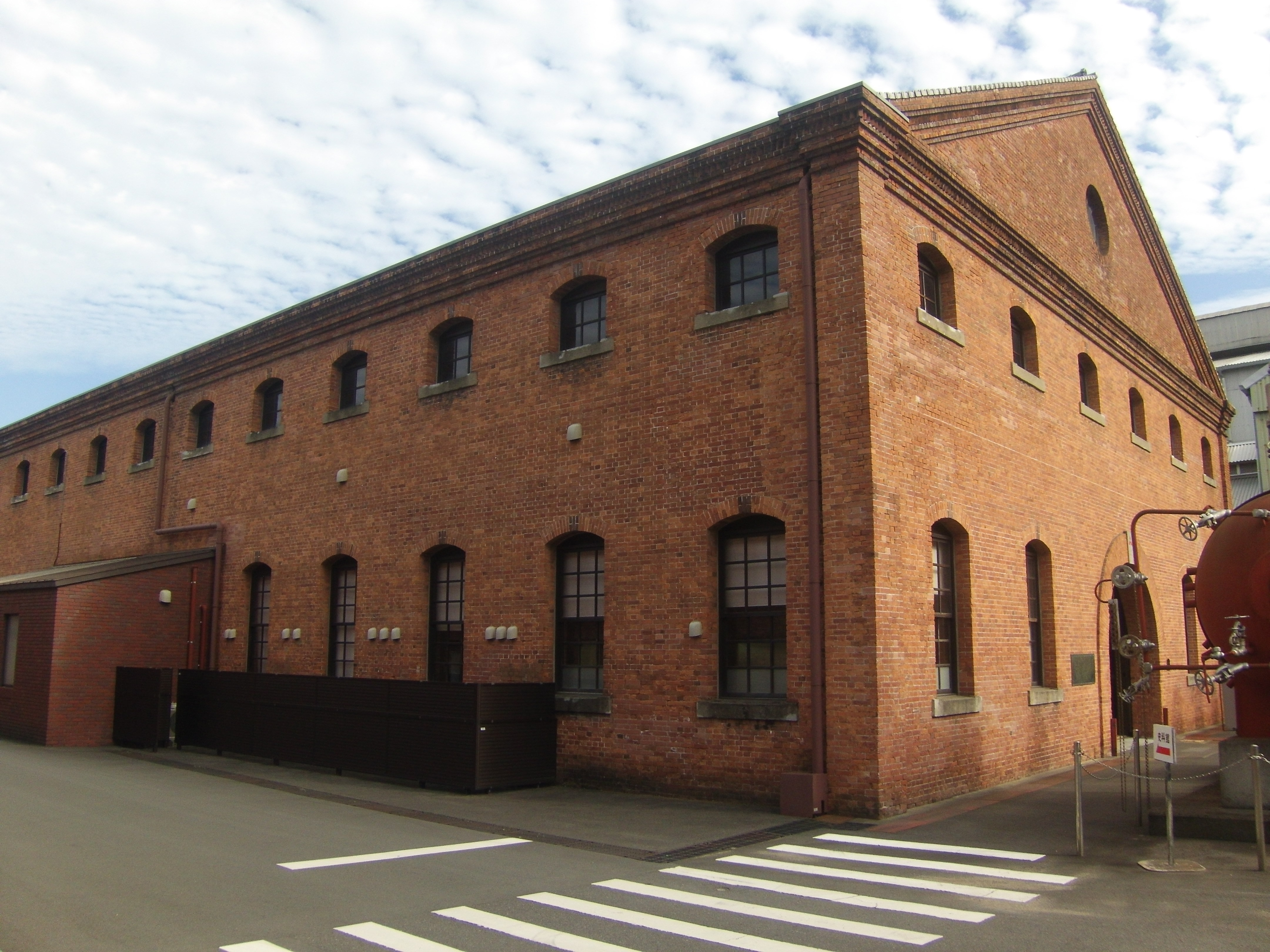
長崎造船所旧木型場（長崎造船所史料館）
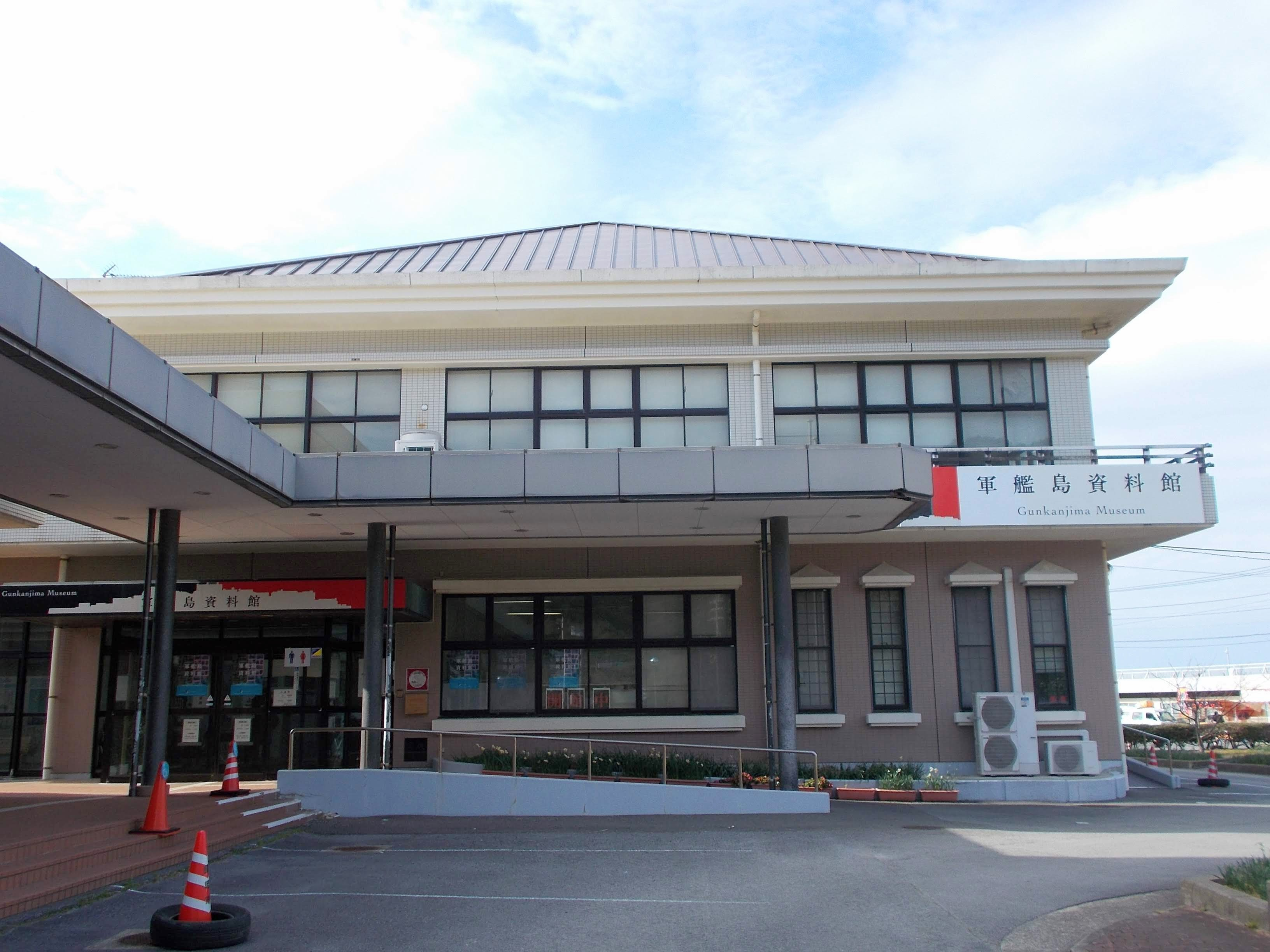
軍艦島資料館
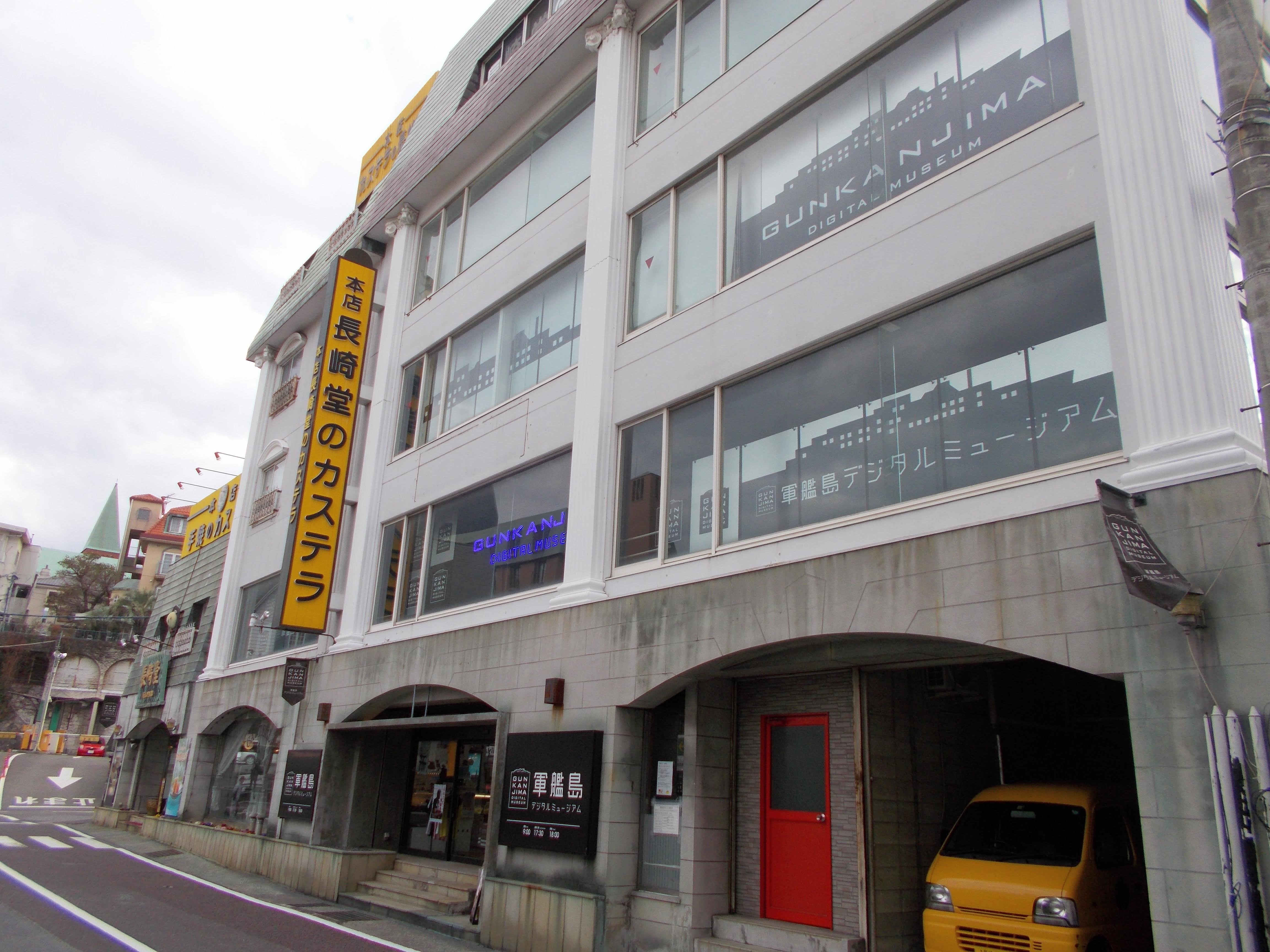
軍艦島デジタルミュージアム
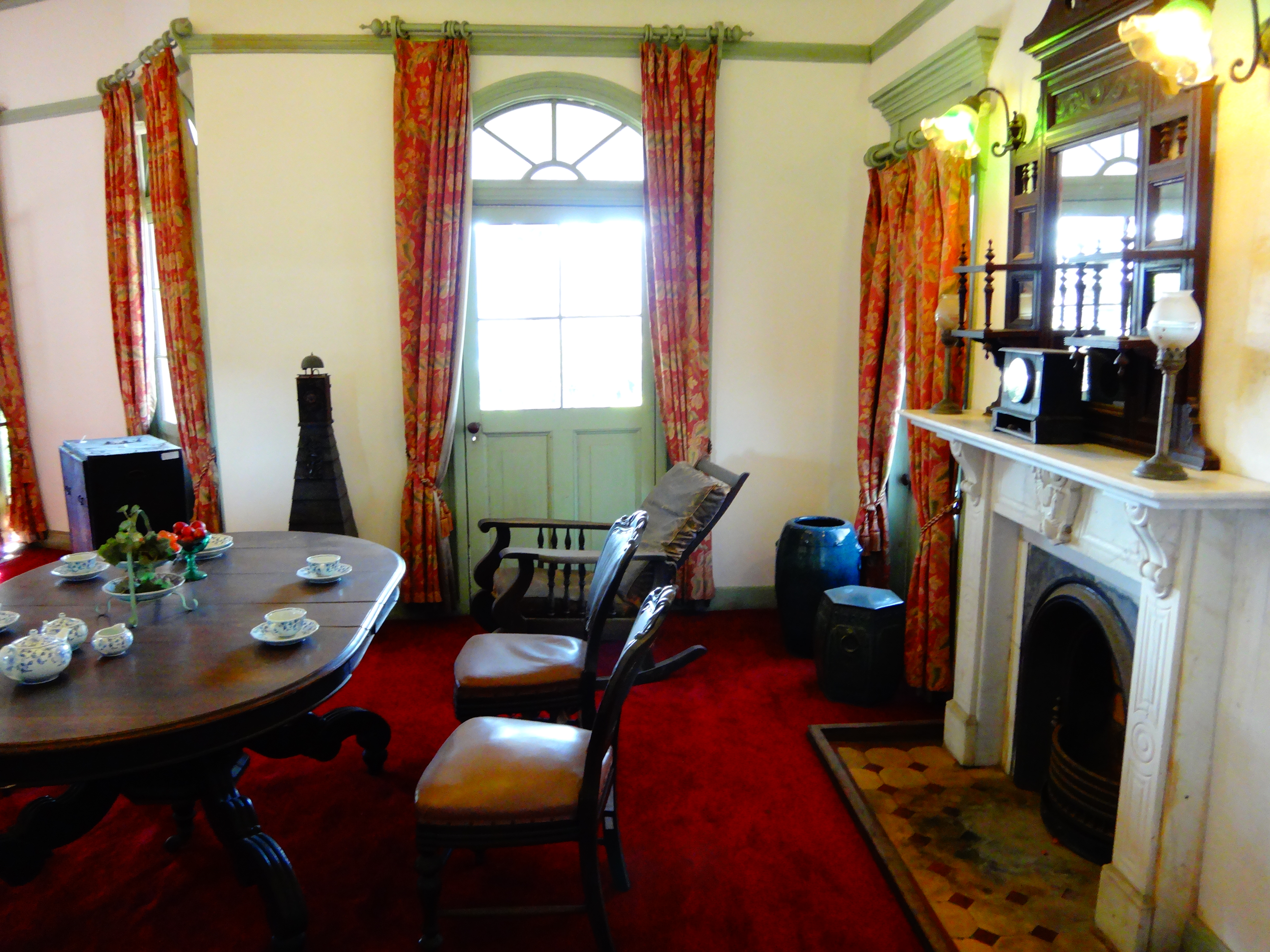
旧グラバー住宅（内部）
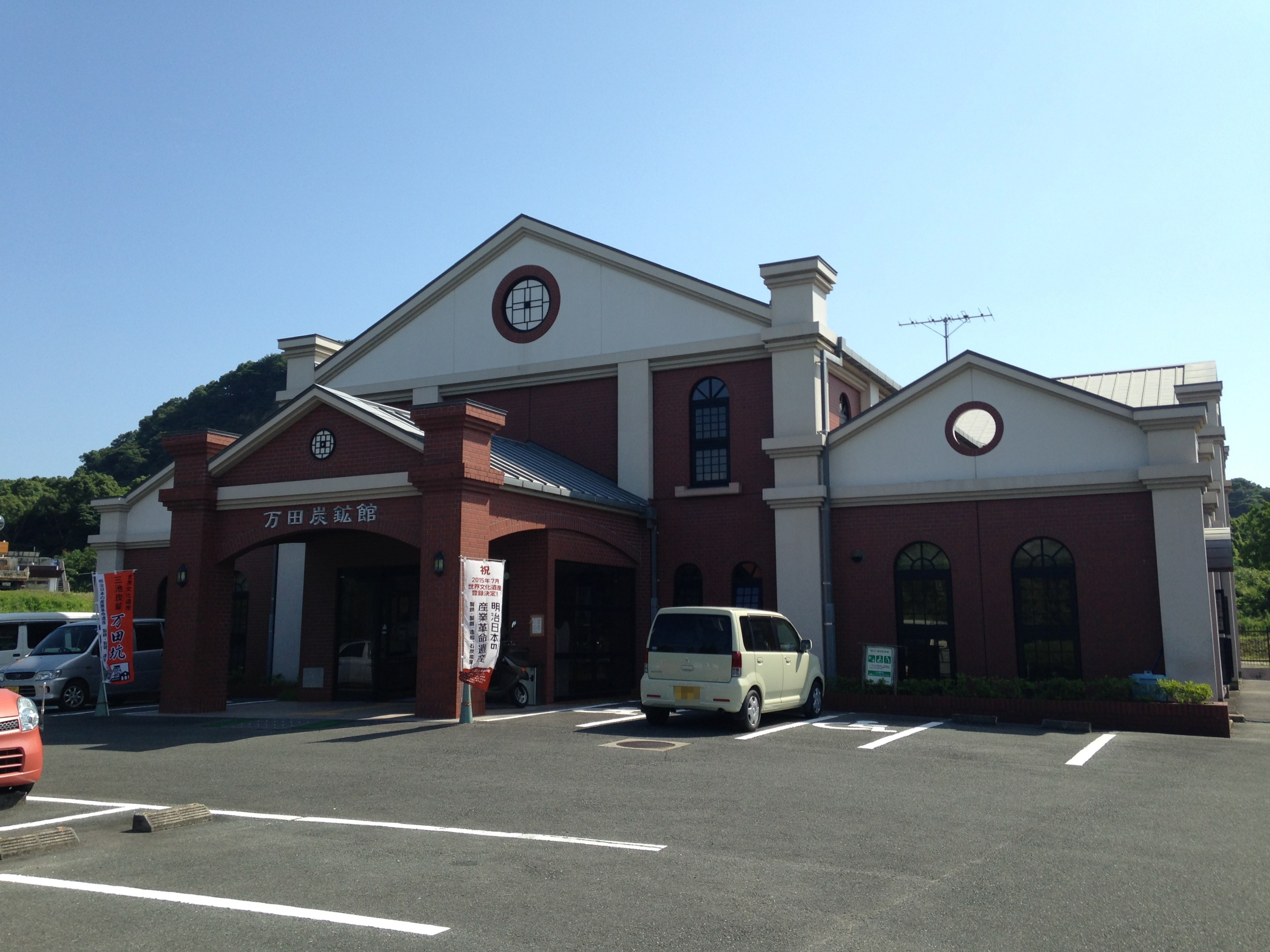
万田炭鉱館
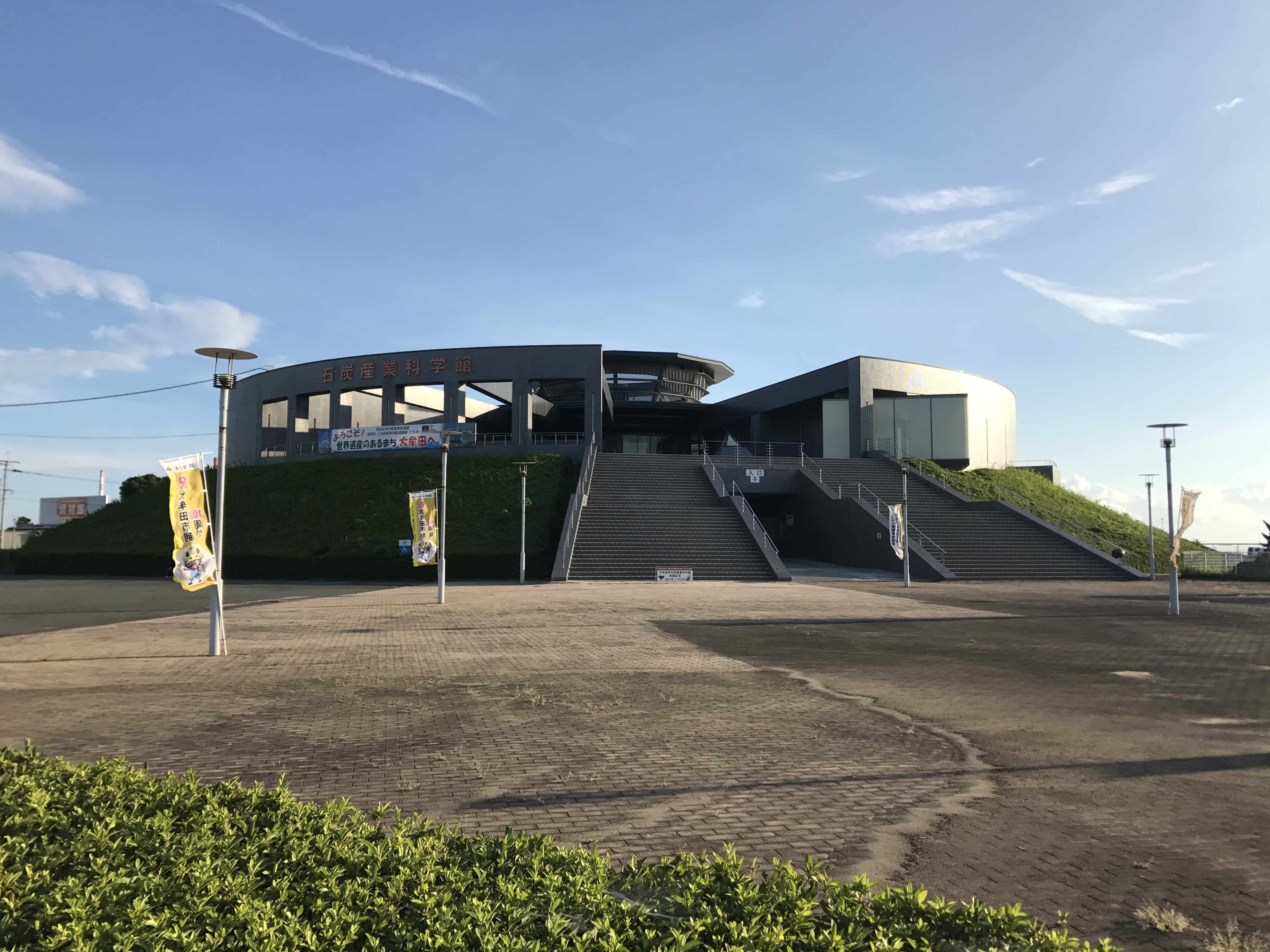
大牟田市石炭産業科学館
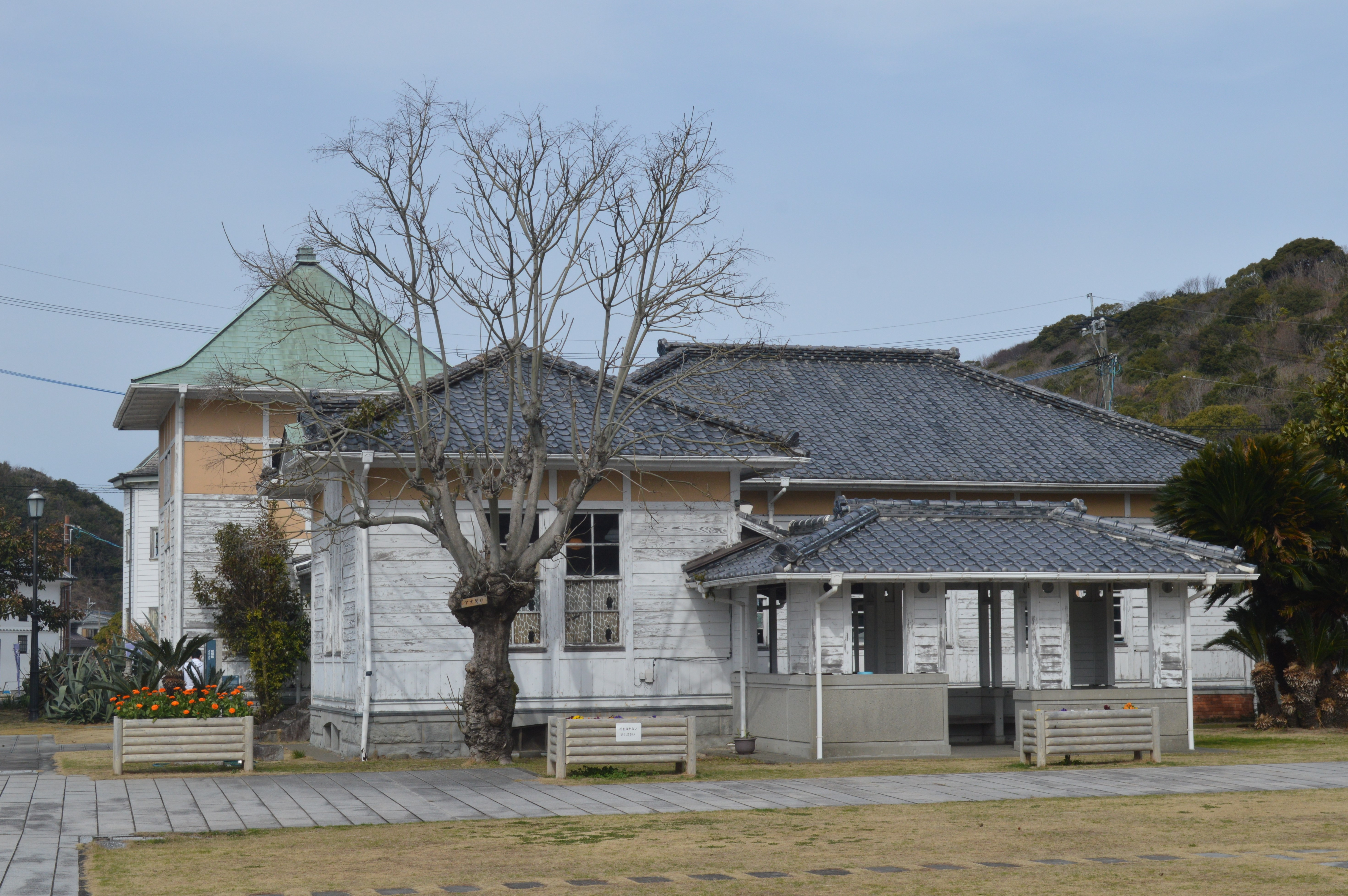
三角港 龍驤館
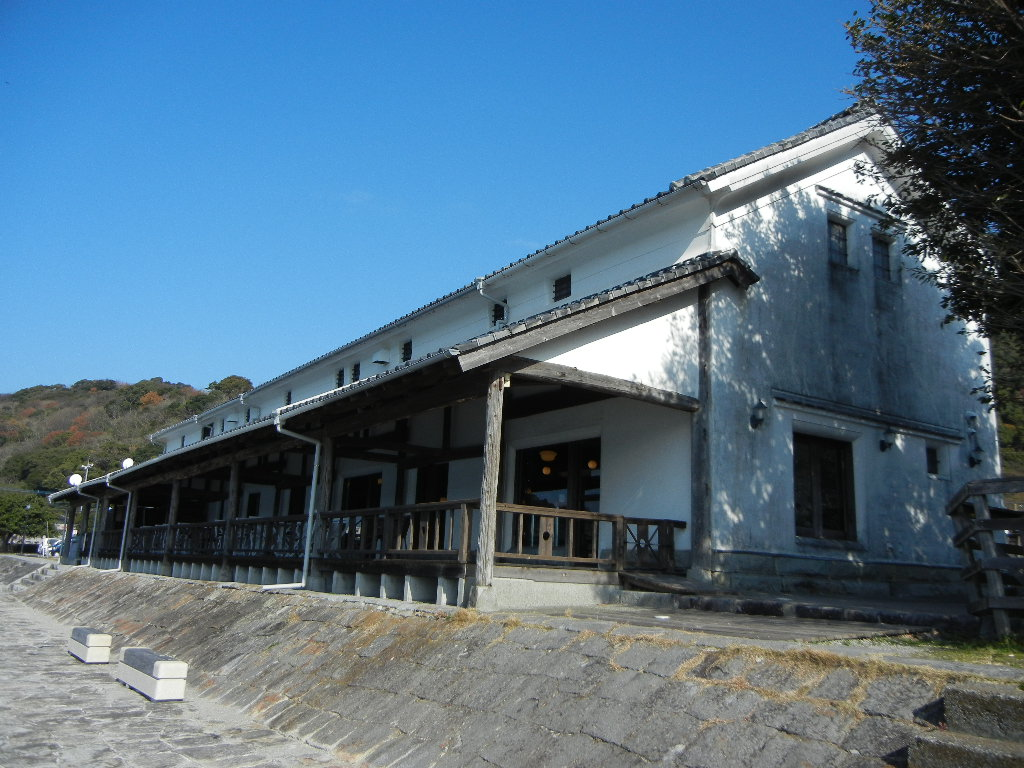
旧三角海運倉庫
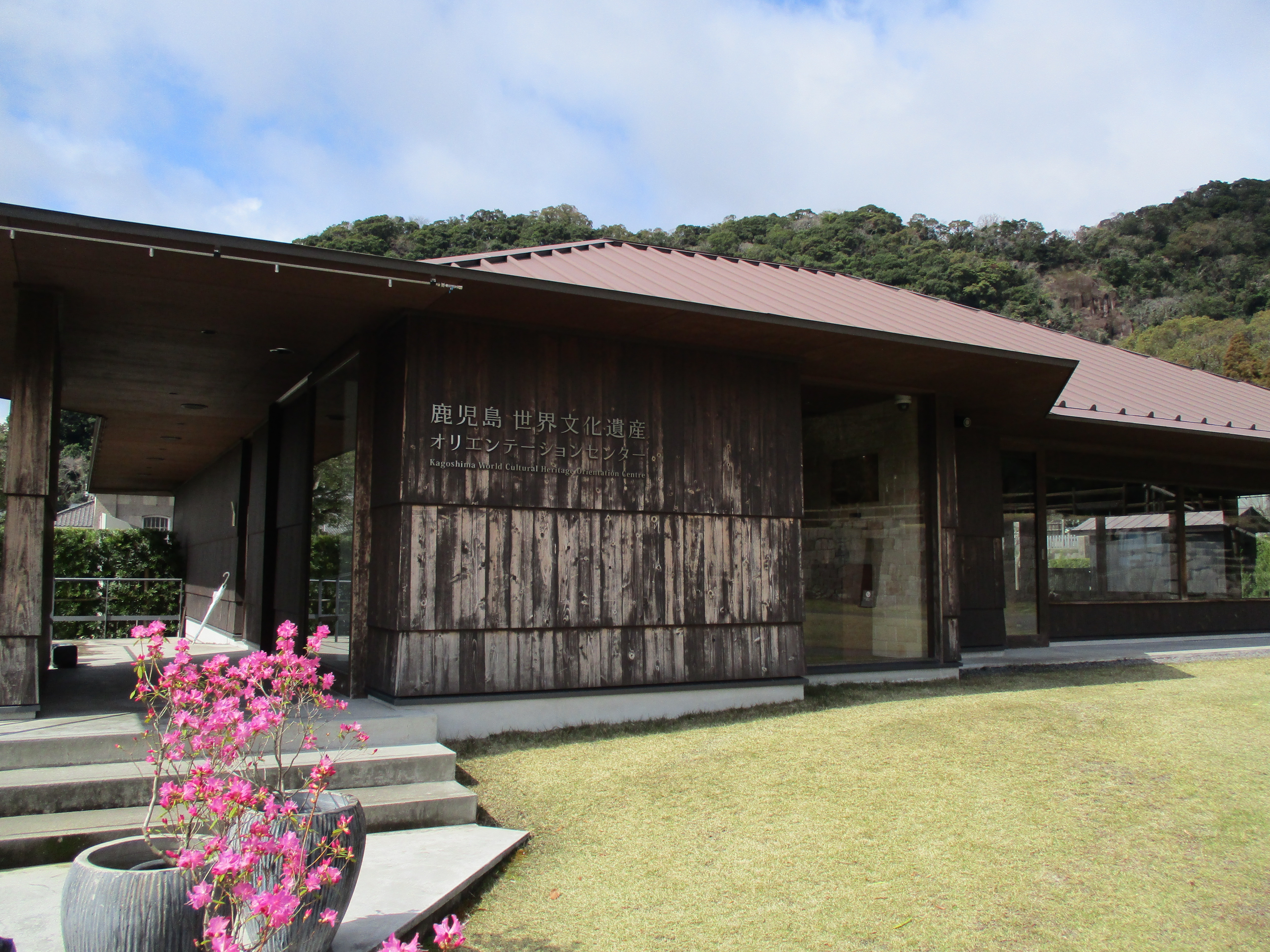
鹿児島世界文化遺産オリエンテーションセンター
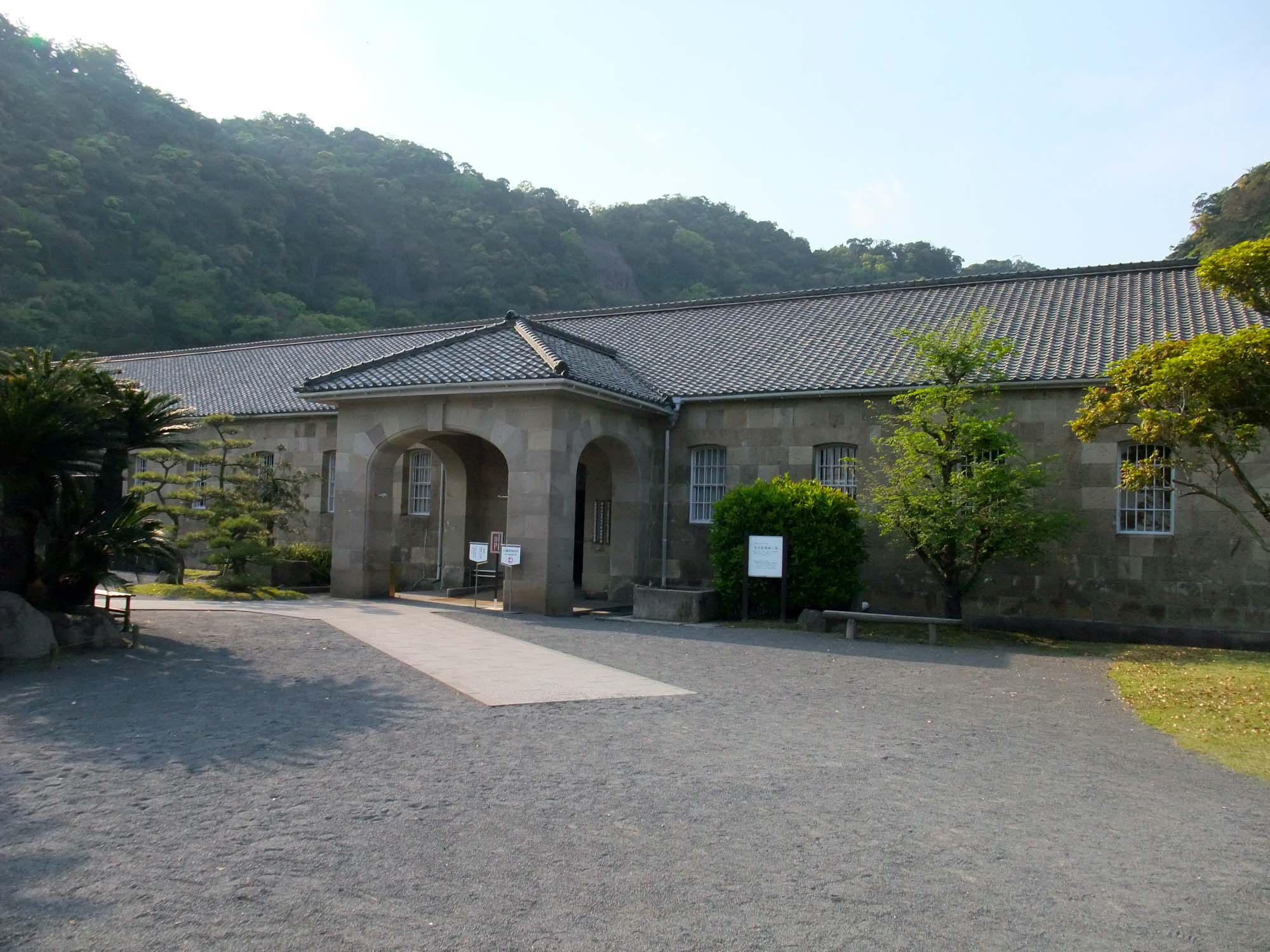
尚古集成館
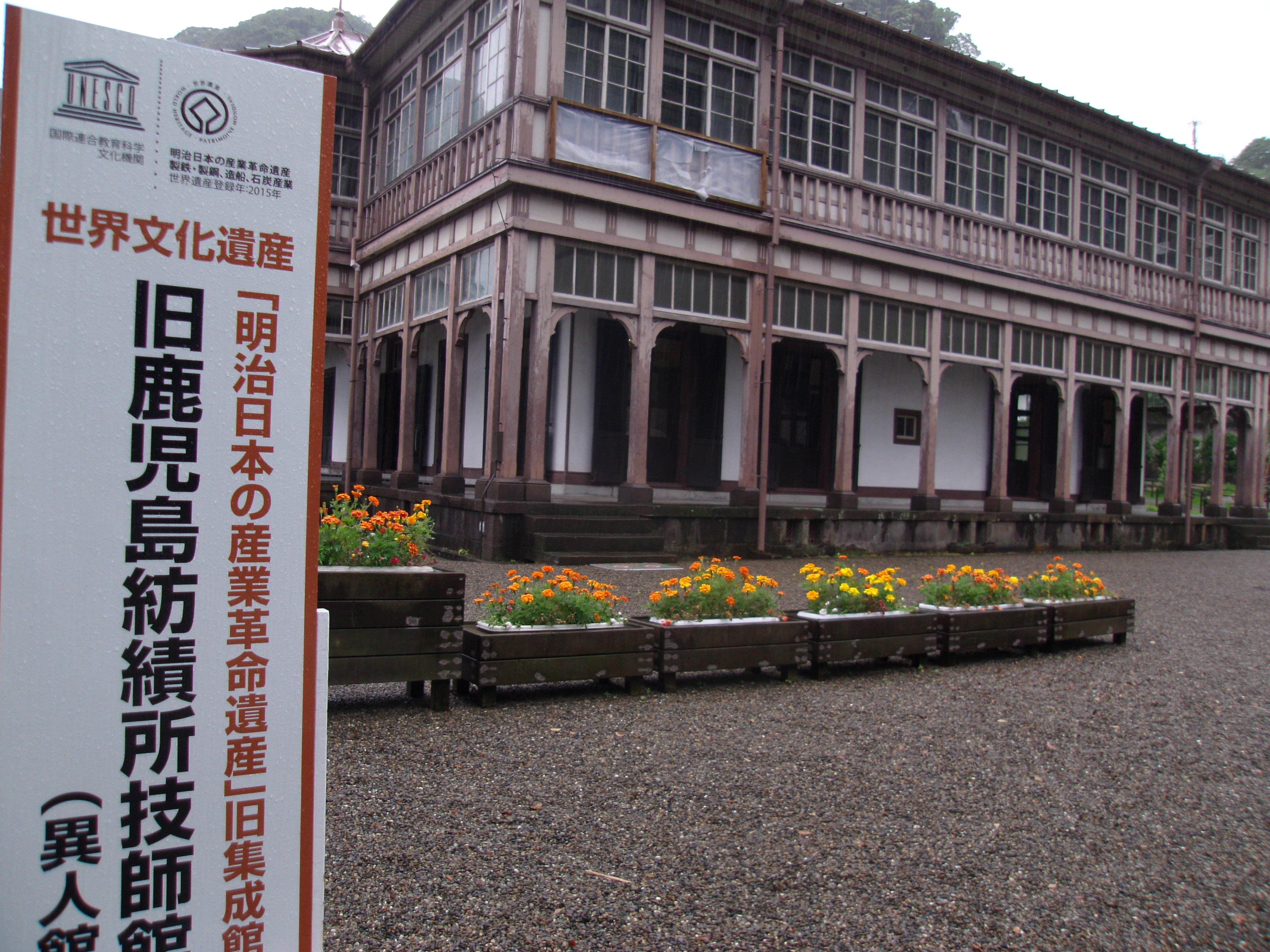
旧鹿児島紡績所技師館